# Clouth Quartier
Koordinaten: 50° 58′ N, 6° 58′ O

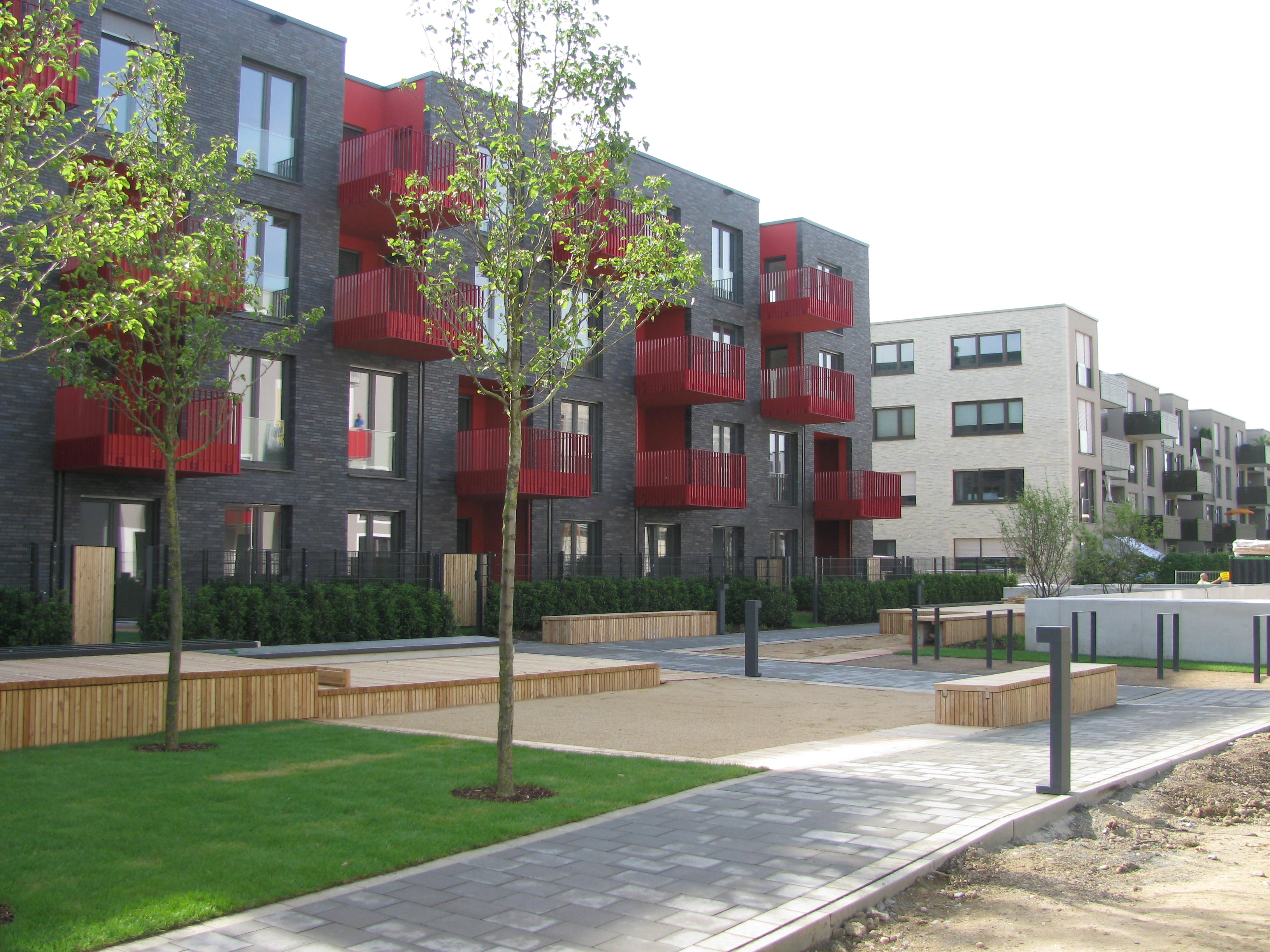
Moderne Wohnblöcke im Clouth Quartier

Das Clouth Quartier oder Clouth-Gelände ist ein neues Stadtviertel im Kölner Stadtteil Nippes, das auf dem Gelände der ehemaligen Clouth Gummiwerke AG und der Land- und Seekabelwerke AG errichtet wird (Stand 2022).

## Lage
Das Clouth Quartier mit einer Fläche von 0,15 Quadratkilometer liegt im Kölner Stadtteil Nippes. Es wird im Norden durch die Xantener Straße, im Osten durch den zum Stadtteil Niehl gehörenden Johannes-Giesberts-Park und im Westen durch die Niehler Straße eingefasst. Im Süden endet das Gelände südlich der Seekabelstraße mit den historischen Werkswohnungen der Clouth-Werke.

## Entstehung
Nach der Stilllegung der Clouth Gummiwerke im Jahr 2005 und nach der Durchführung eines Stadtplaner-Wettbewerbs im Jahr 2009 wurde ein Bebauungsplan rechtskräftig. Der Abriss und die Sanierung des Geländes dauerte bis 2013. Die ersten Wohnungen wurden im Dezember 2015 bezogen. Derzeit (April 2021) sind etwa 900 der geplanten 1200 Wohnungen fertig gestellt. Neben den Wohnungen wird auch Raum für rund 500 Arbeitsplätze errichtet. Die Bebauung des letzten Bauabschnitts auf dem nordöstlichen Geländeteil begann im Juni 2025.

Entstehungsphasen ab März 2014 von Tor 4 aus und im Luftbild
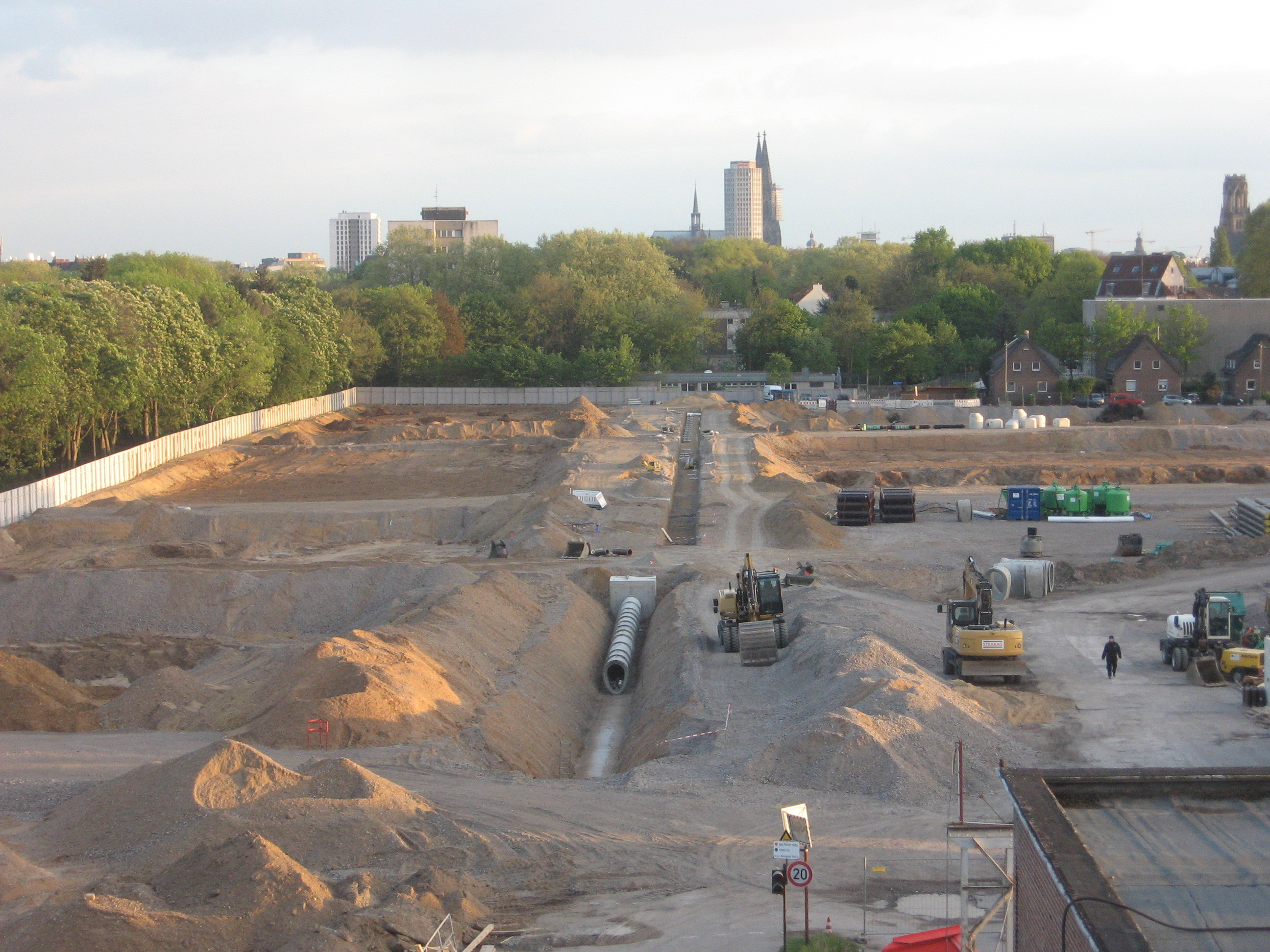
2014 Kanalarbeiten
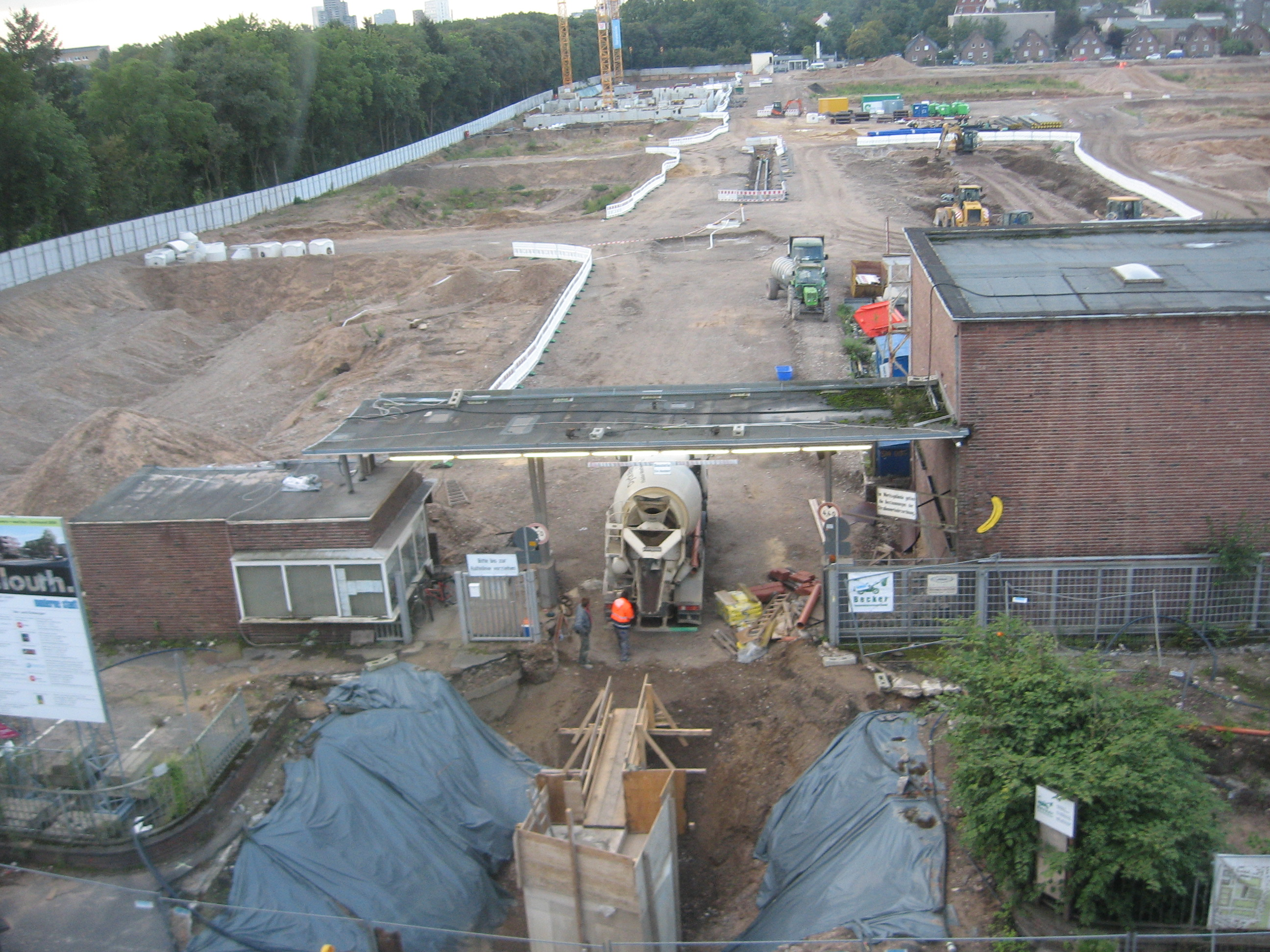
2014 Anschluss am Nordtor
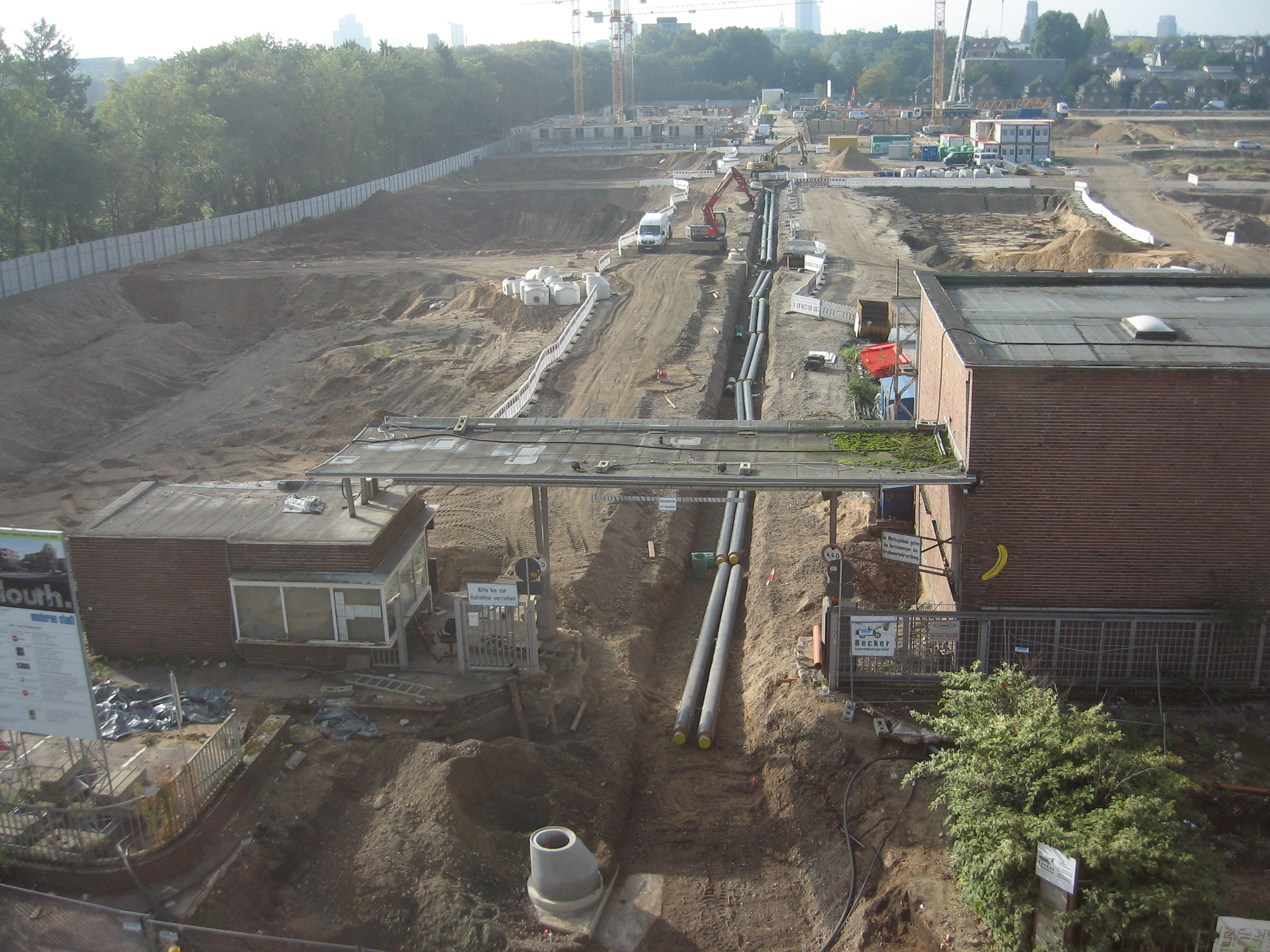
2014 Fernwärmeleitungen
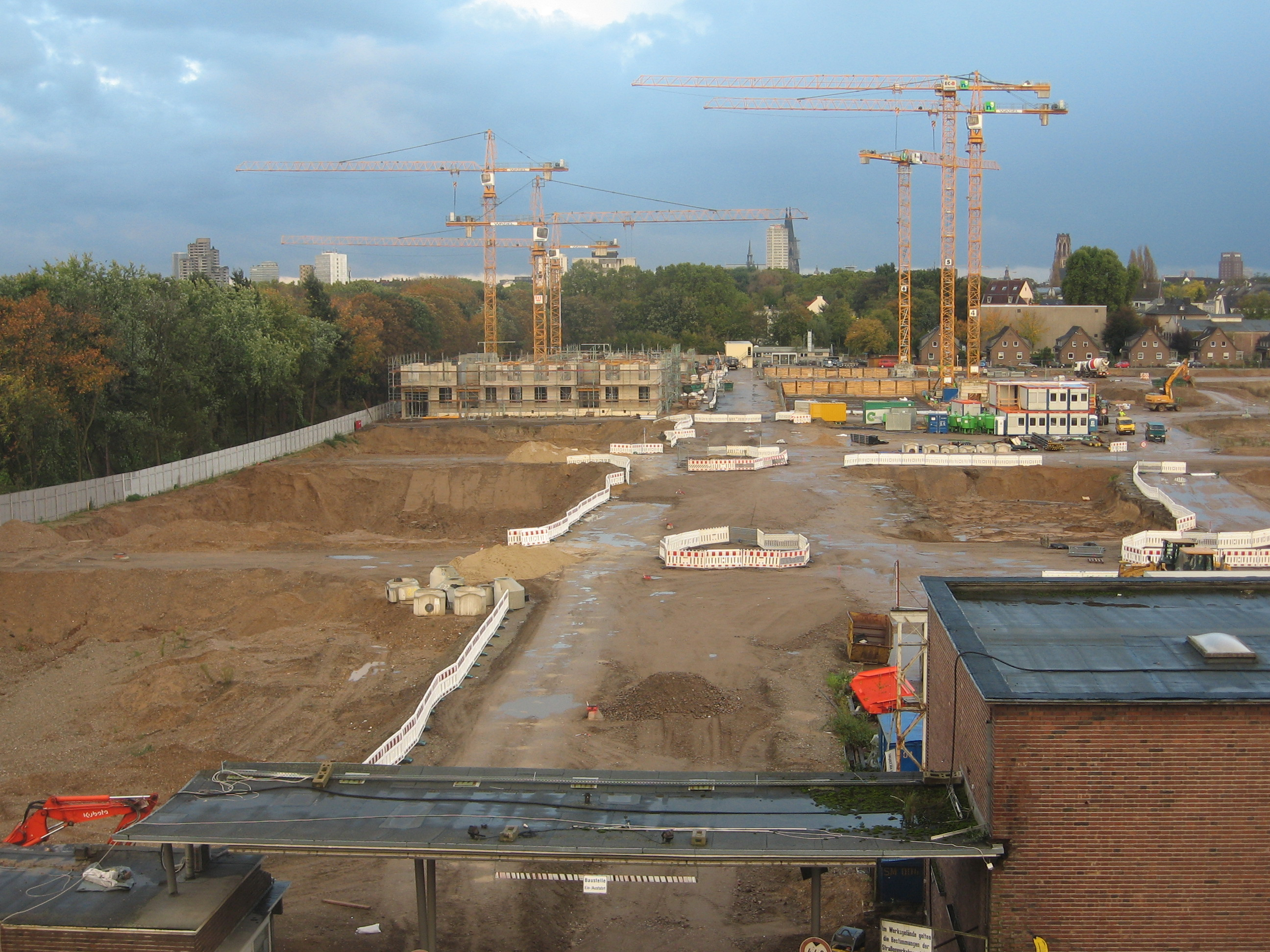
2014 Bauabschnitt „Clouth 1“
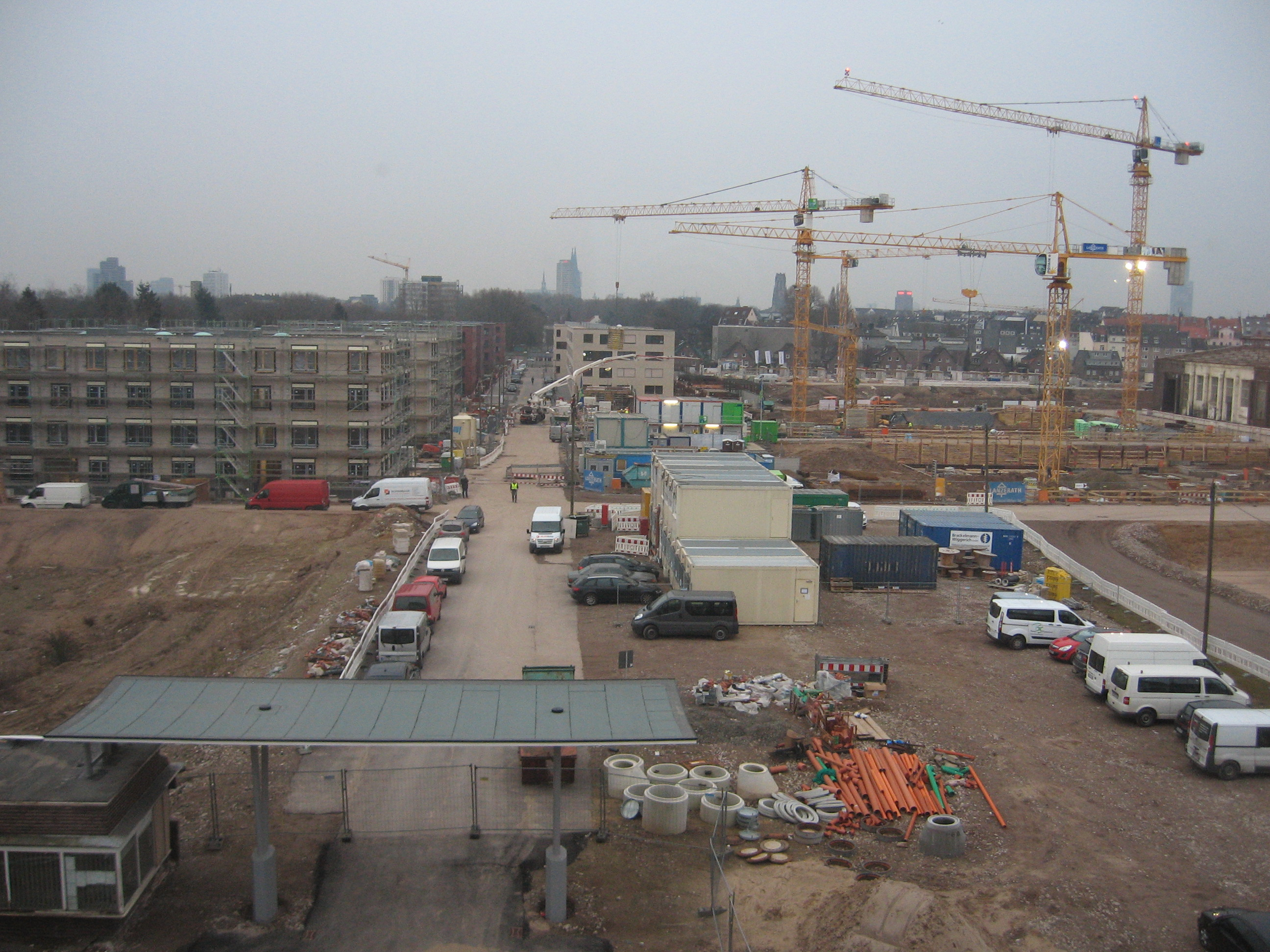
2016 „Clouth 2“ und „Clouth M“
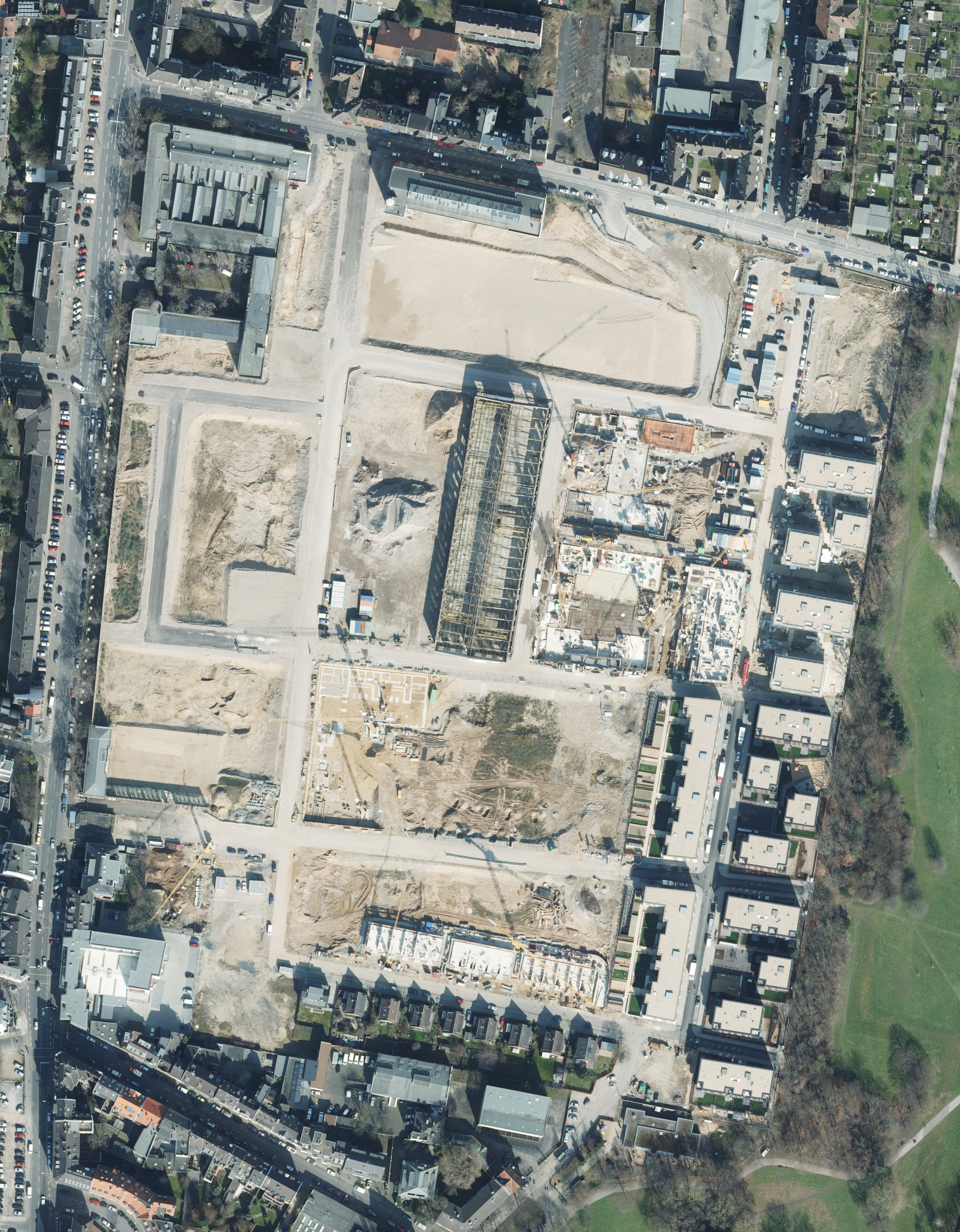
Luftbild der Bauarbeiten im Frühjahr 2016
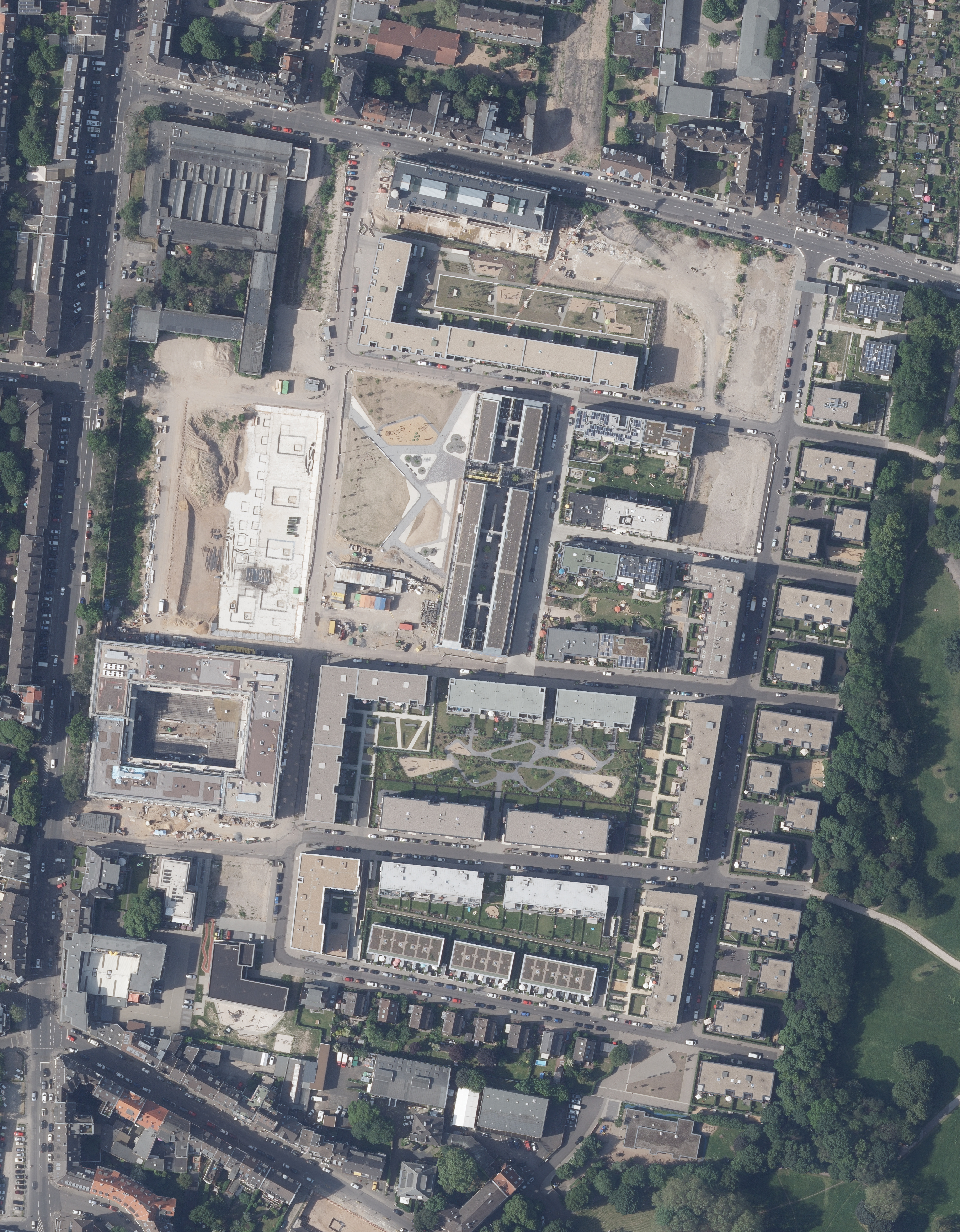
Luftbild des Quartiers im Sommer 2019
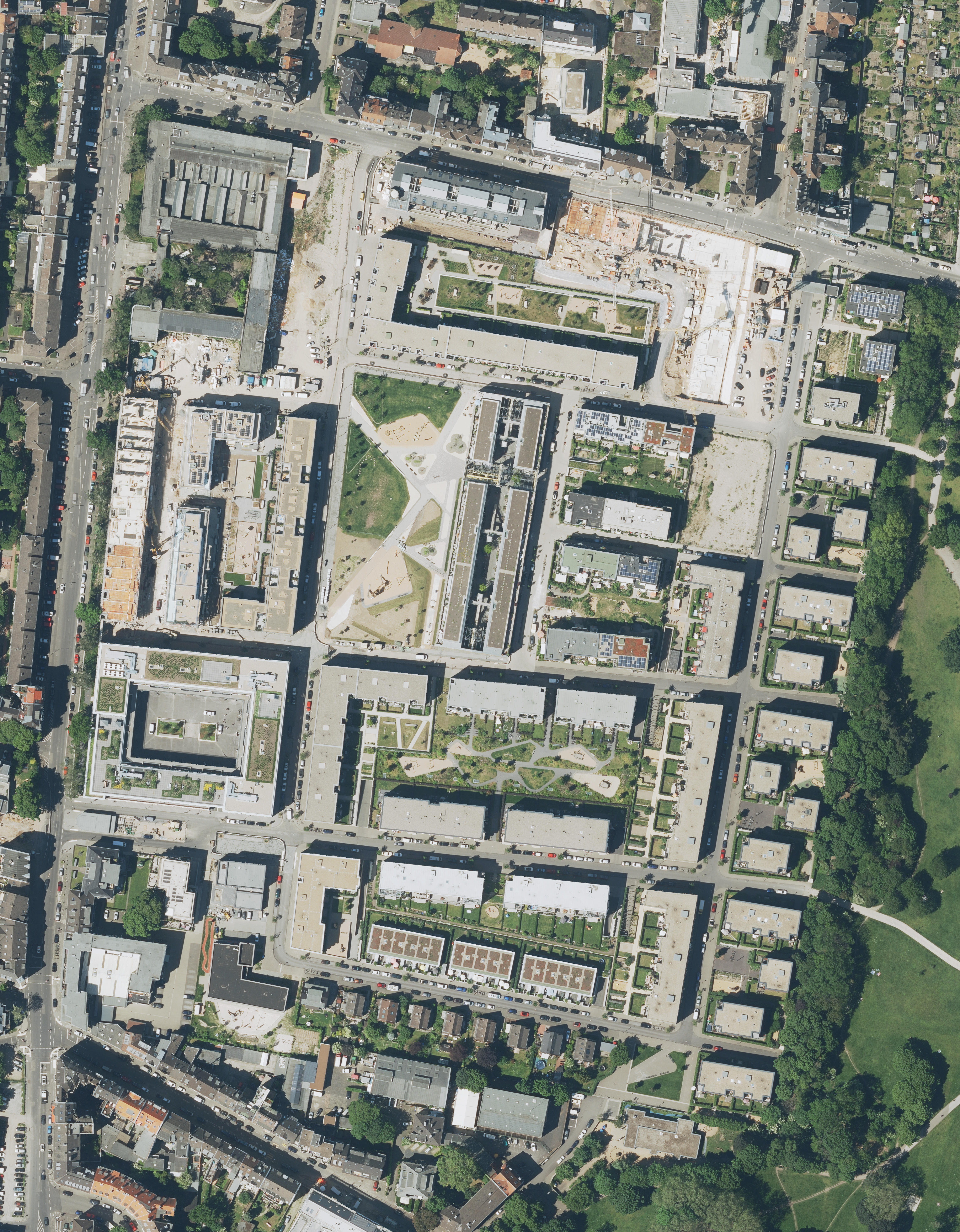
Luftbild des Quartiers im Sommer 2021

## Denkmalgeschützte Bauwerke
Karte der denkmalgeschützten Bauwerke im Clouth Quartier
Einige Bauwerke der ehemaligen Clouth-Werke wurden unter Denkmalschutz gestellt und erhalten, saniert oder in neue Bauwerke integriert. Dazu gehört die rund 240 Meter lange Fassade einschließlich Vorgarten und Mauer inklusive Zaun an der Niehler Straße, die daran anschließenden Teile der Südfassade von Halle 29 a und 29 c an der Seekabelstraße, das ebendort befindliche Pförtnerhaus von Tor 1, Pförtnerhaus und Flugdach an Tor 4 an der östlichen Einmündung von Josefine-Clouth-Straße in die Xantener Straße, das Verwaltungsgebäude an der Niehler Straße im Nordwesten einschließlich der Grünflächen und dem Pförtnerhaus an Tor 2, das Magazingebäude 18 b an der Xantener Straße sowie die Halle 17 am Luftschiffplatz.
Eine Gedenktafel an Tor 2 erinnert an die Zeit der Clouth-Werke von 1864 bis 2009.

Denkmalgeschützte Gebäude im Clouth Quartier
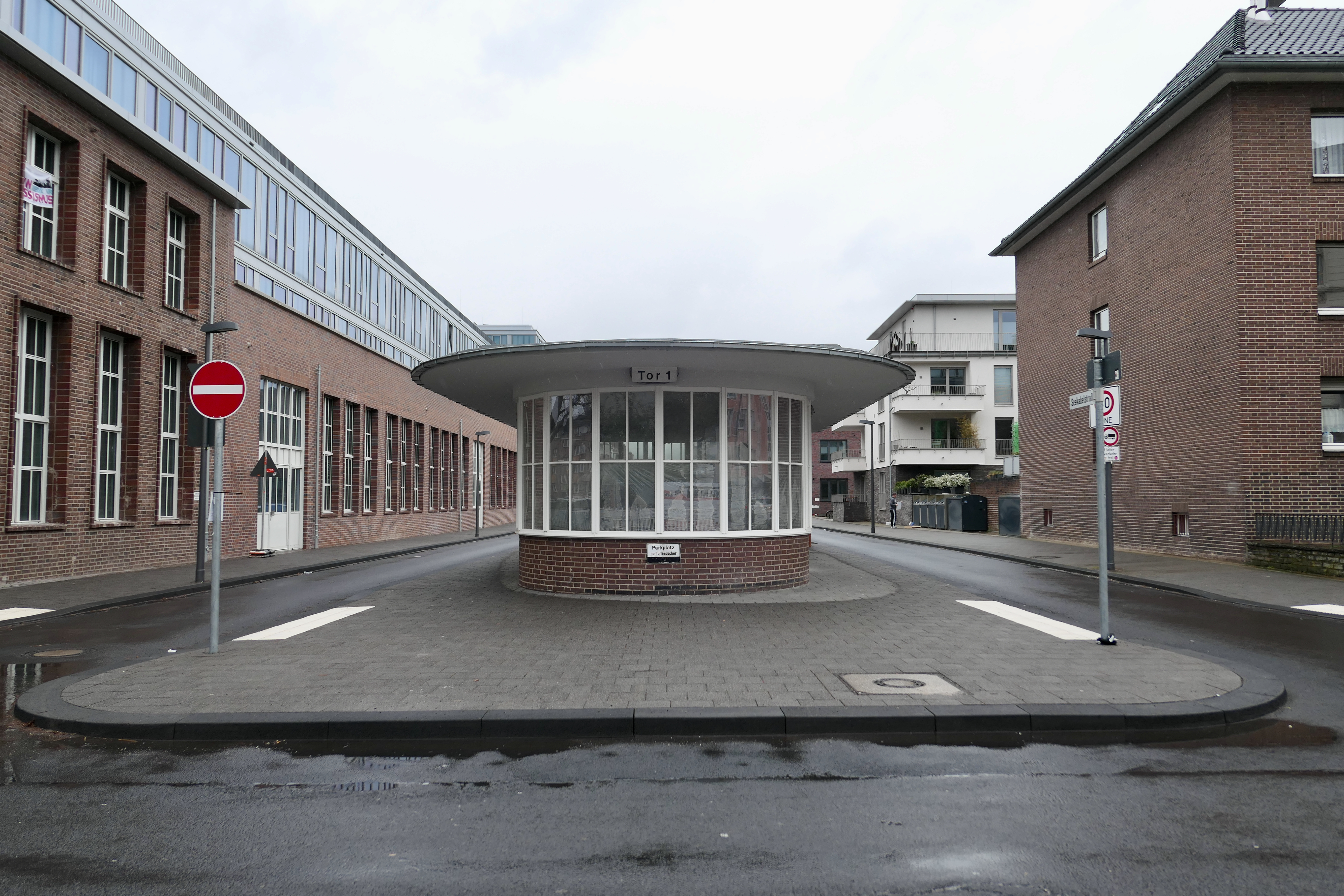
Pförtnerhäuschen Tor 1  Seekabelstraße/Ecke Niehler-Straße (jetzt als Café genutzt)
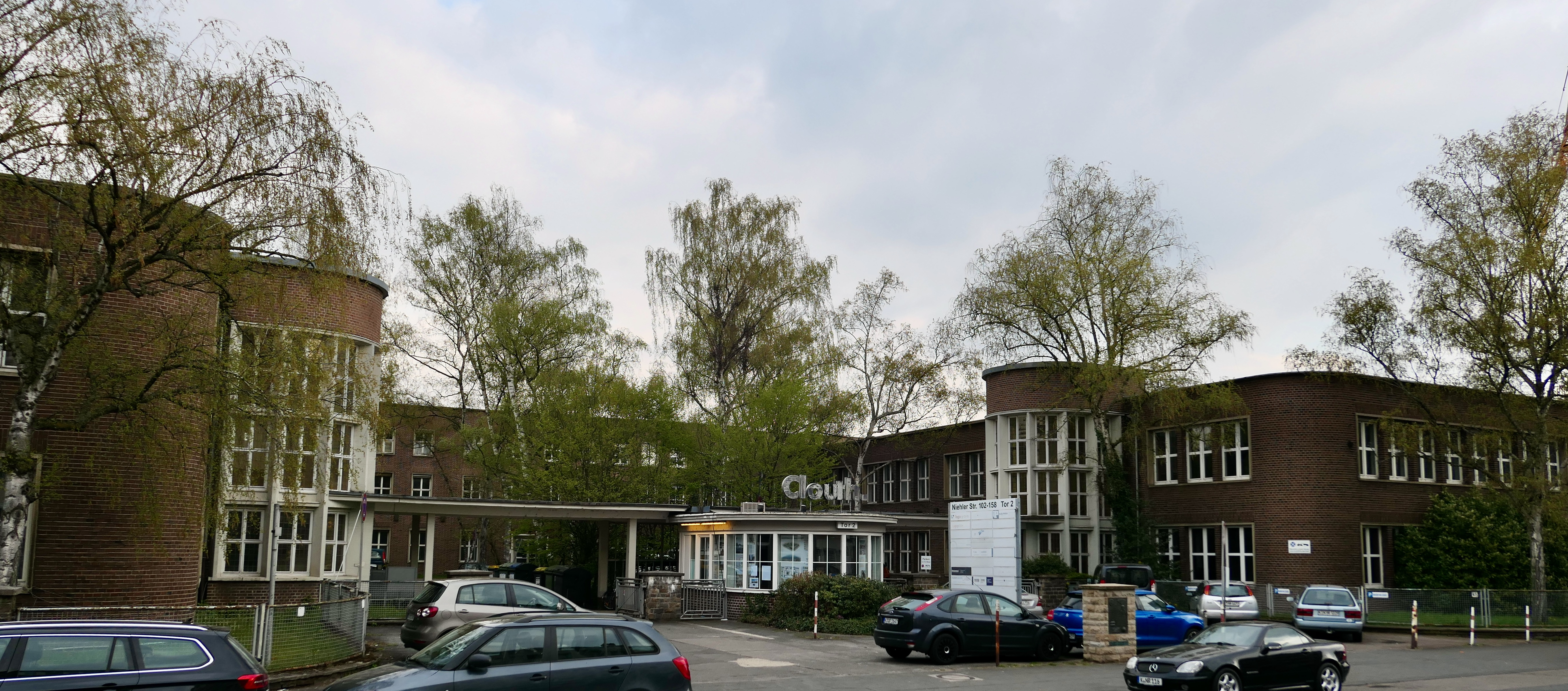
Verwaltungsgebäude und Pförtnerhaus Tor 2
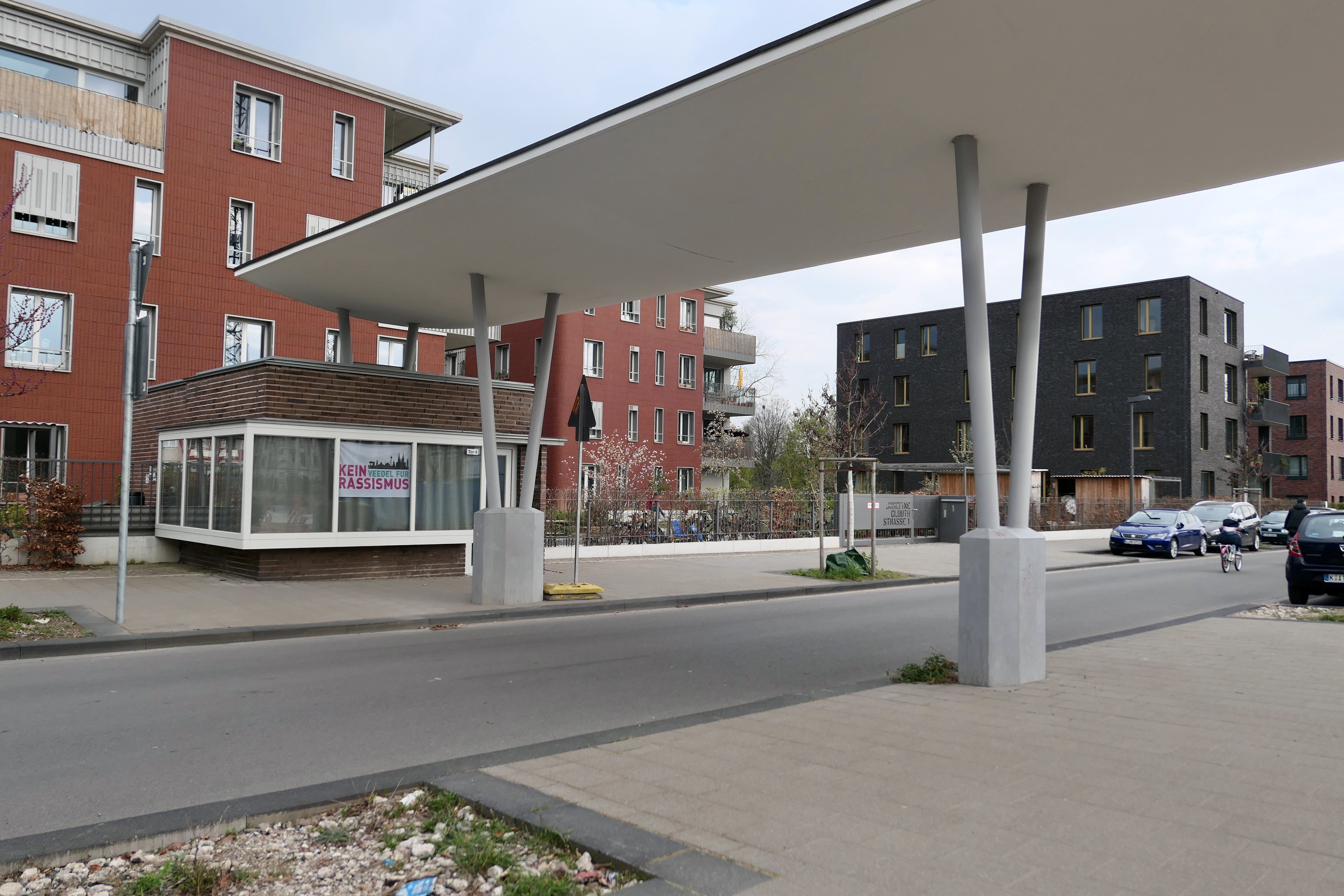
Flugdach und Pförtnerhaus Tor 4 (als Gemeinschaftsraum des angrenzenden Wohnblocks genutzt)
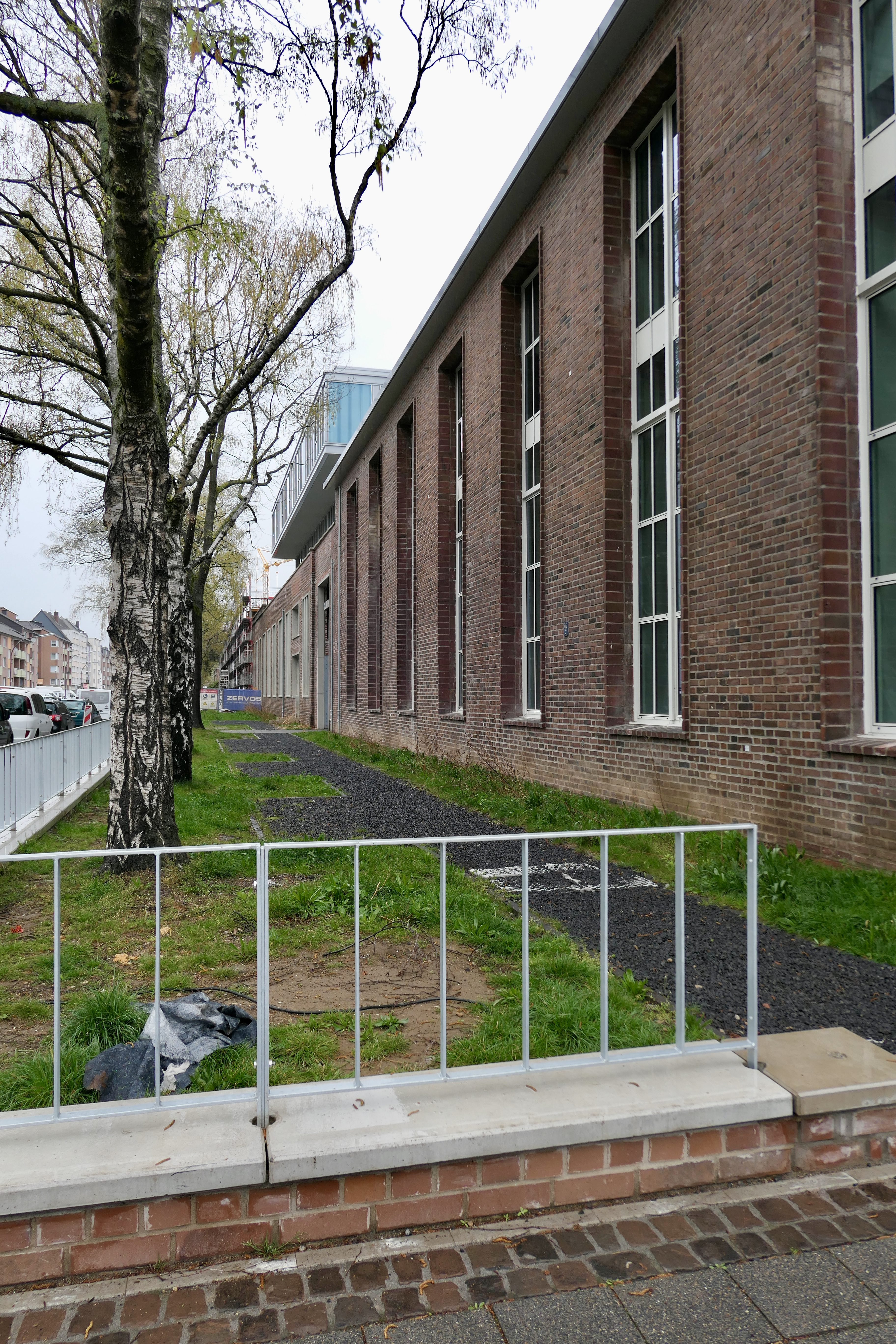
Fassade an der Niehler Straße
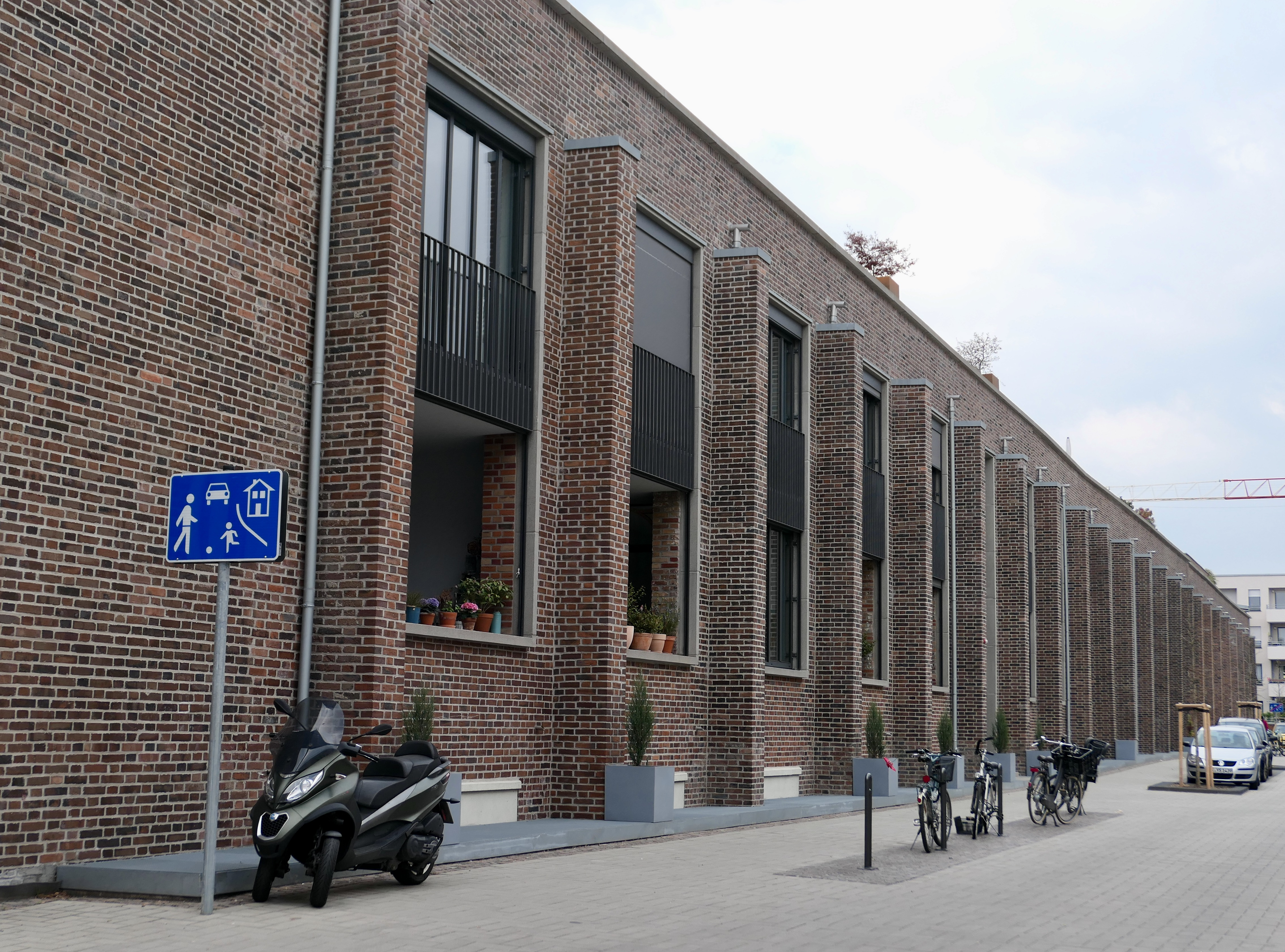
Halle 17 Ostseite (entkernt und mit modernen Wohnungen ausgebaut)
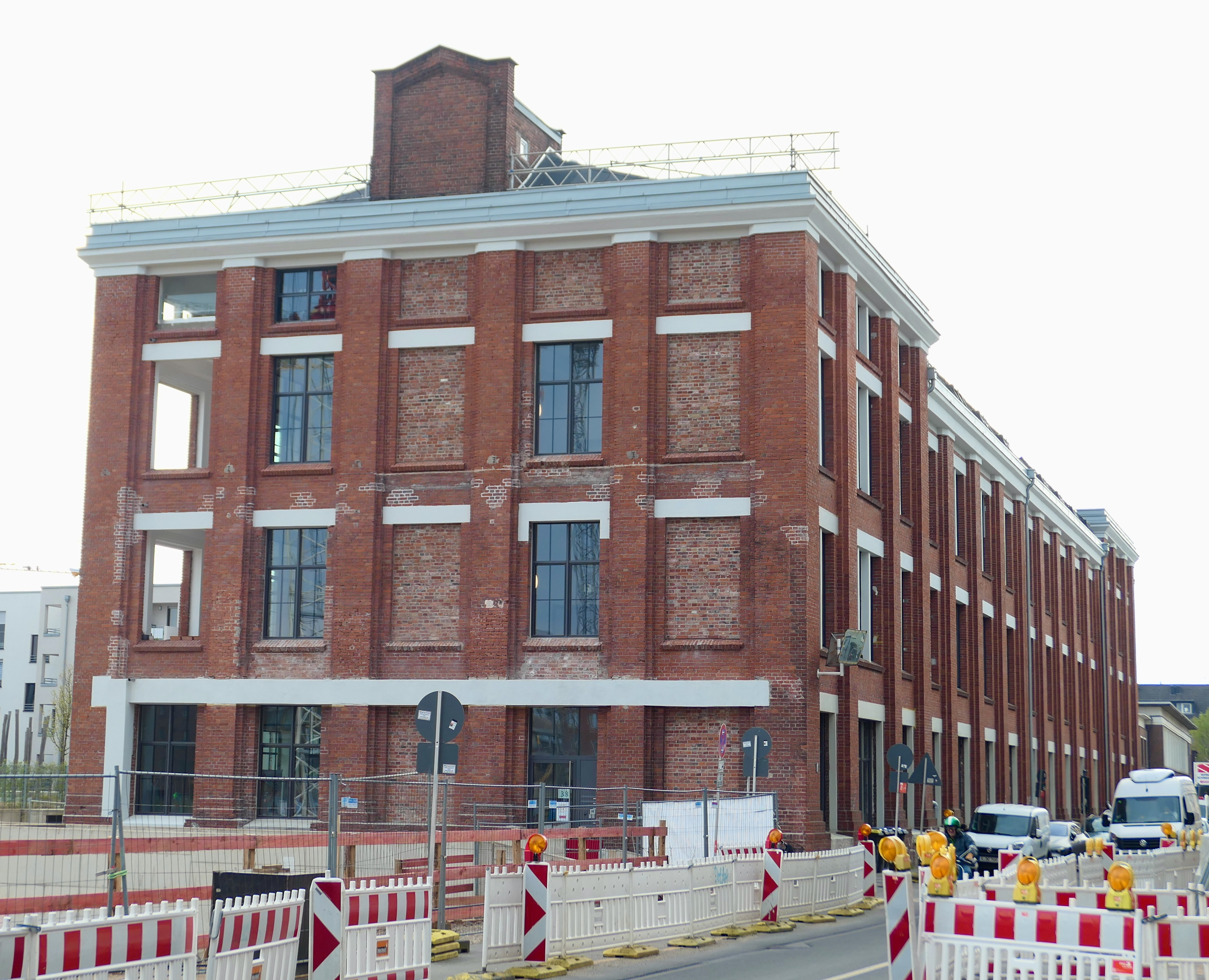
Halle 18, Xantener Straße
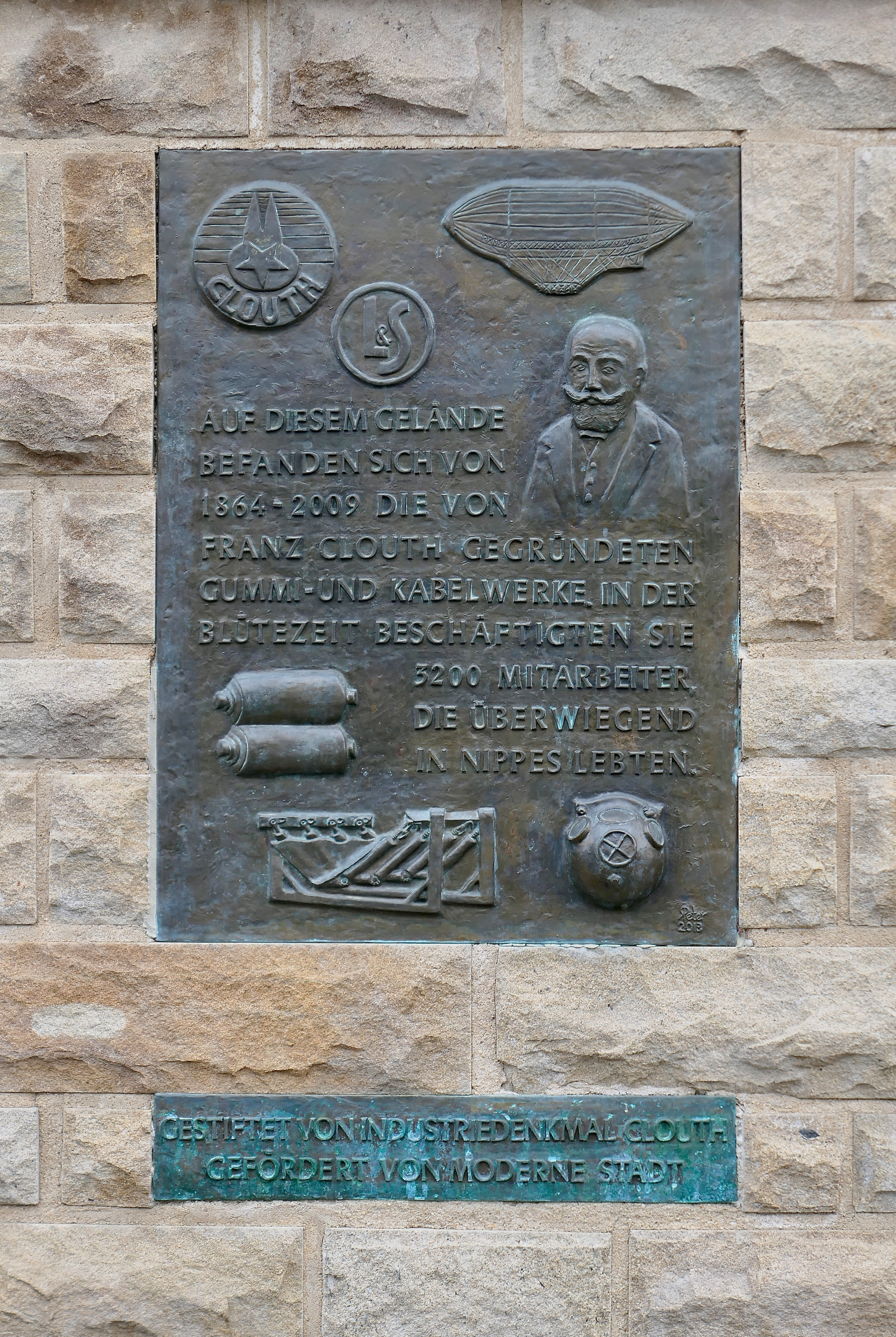
Gedenktafel an Tor 2

Am 14. Juni 2023 wurde vom Verein Industriedenkmal Clouth e.V. ein historischer Pfad der in 15 über das Clouth Quartier verstreuten Informationstafeln die Geschichte der Clouth-Werke darstellt eröffnet.
Interaktive Karte der Infotafeln des historischen Pfads im Clouth Quartier

## Straßen und Plätze

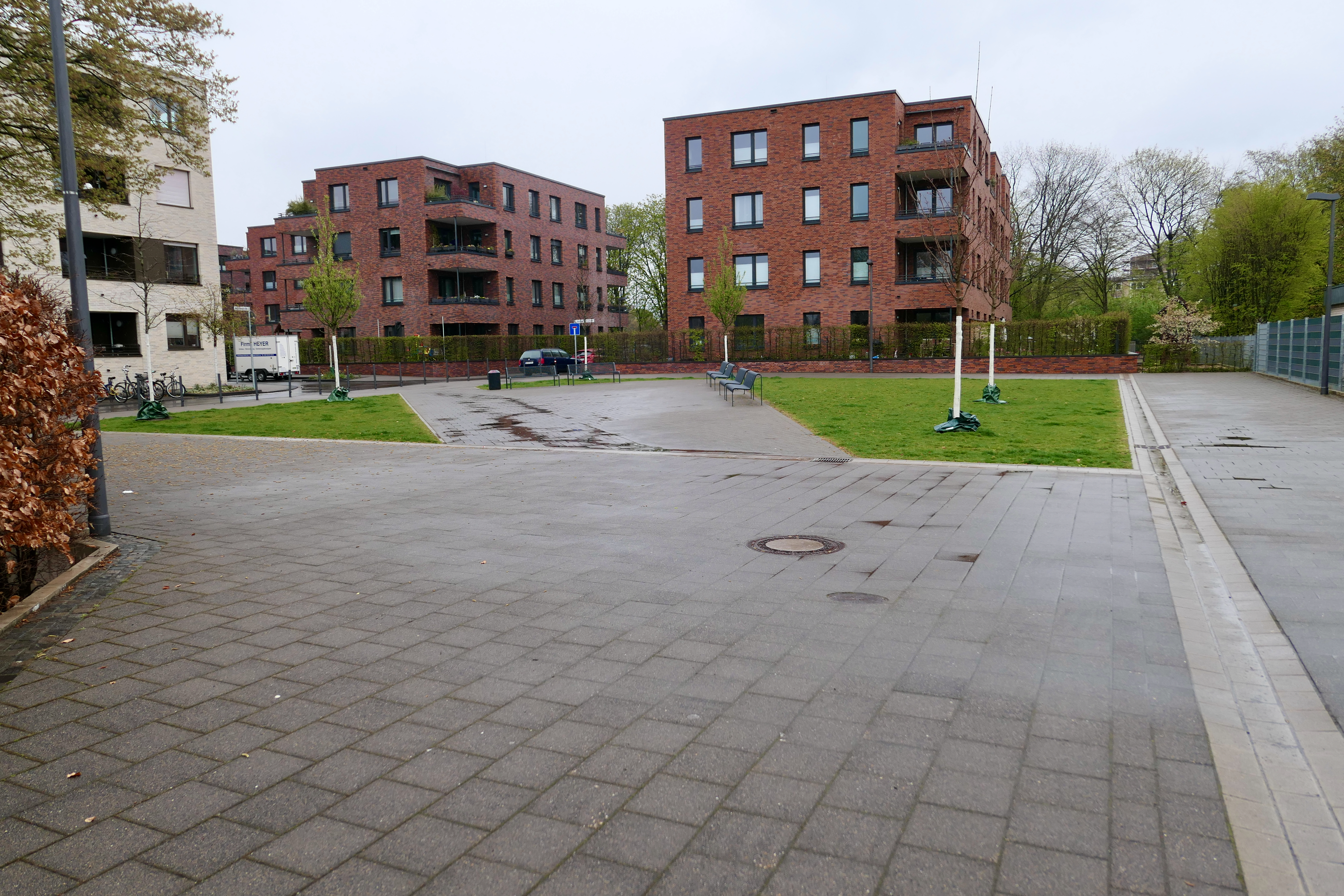
Unbenannter Platz zwischen Seekabelstraße und Franz-Clouth-Straße

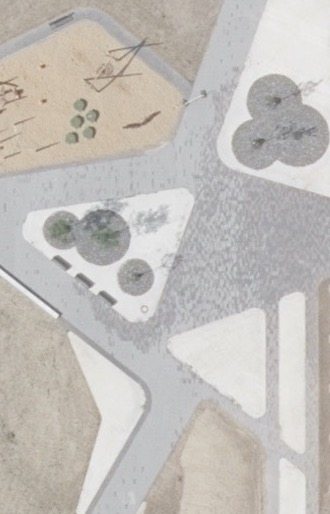
Verlaufspflasterung auf dem Luftschiff-Platz

Zum Clouth Quartier gehören die Straßen Am Walzwerk, Auf dem Stahlseil, Josefine-Clouth-Straße, Kautschukstraße und Niehler Straße (Nippes) sowie der Luftschiff-Platz. Die längste Straße ist die Josefine-Clouth-Straße, die sowohl vom ehemaligen Tor 4 nach Süden verläuft als auch westlich parallel dazu am Luftschiff-Platz vorbei. Beide Straßenteile sind durch ein Ost-West-Segment auf Höhe von Tor 1 verbunden.
Bisher wurden drei Plätze angelegt, ein vierter befindet sich noch in der Entstehung. Der zentrale und mit 60 Metern Breite und 128 Metern Länge größte Platz des Clouth Quartiers, der im August 2021 fertiggestellt wurde, ist der Luftschiff-Platz westlich der Halle 17. Der Name erinnert an die Luftschifffertigung der Clouth Gummiwerke auf dem Clouth-Gelände zu Beginn des 20. Jahrhunderts.
Der Platz wird auf drei Seiten von Straßen begrenzt und ist von der Ostseite durch die Halle 17 über einen öffentlichen und einen privaten Zugang zu erreichen. Er ist geländemäßig leicht strukturiert und bietet sowohl Grünflächen als auch bespielbare Pflasterflächen, die in der Grundanlage eine auffällige Strukturierung aufweisen. Ein Spielplatz für Kleinkinder wurde bereits 2020 freigegeben, Spielgeräte für ältere Kinder im Südteil im August 2021. Zahlreiche Aufenthaltsmöglichkeiten und Sitzbänke sowie eine Außengastronomie in der Nord-Ost-Ecke ergänzen das Angebot für Erwachsene.
Am Süd-Ost-Ende des Clouth Quartiers, zwischen Seekabelstraße und Franz-Clouth-Straße, befindet sich ein kleinerer, bisher unbenannter ebener Platz mit Grünflächen, einigen Bäumen und bespielbaren gepflasterten Flächen sowie einem kleinen Spielplatz. Dieser Platz dient auch der Rad- und Fußverkehrsanbindung des Clouth Quartiers in Richtung Florastraße und Innenstadt.
Am Süd-West-Ende zwischen ehemaligem Tor 1 der Clouth Gummiwerke und der Josefine-Clouth-Straße wurde vor dem Gebäude des jfc Medienzentrums eine platzartige Fußverkehrsfläche angelegt.
Am Nord-Ost-Ende neben dem ehemaligen Tor 4 der Clouth-Werke entstand im Sommer 2025 nach Anschluss der Bebauung des benachbarten Baufelds an der Xantener Straße ein weiterer Platz mit Grünflächen und einem Spielplatz sowie einer Fläche für Außengastronomie.

## Baugemeinschaften

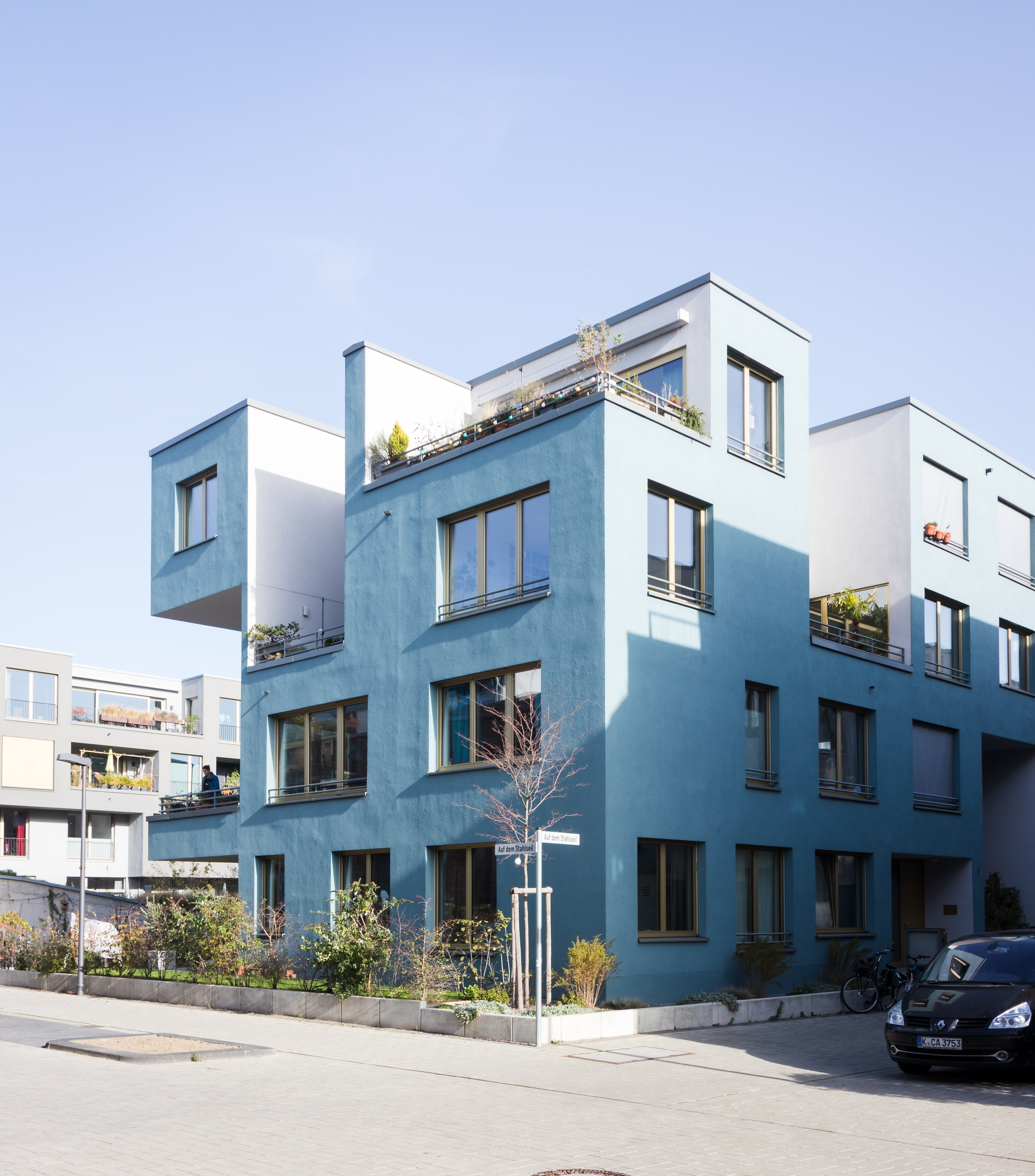
Haus der Baugruppe Stadtteilchen

Neben der Erschließung des Clouth Quartiers mit klassischen Investoren-Bauprojekten und der Errichtung von mietpreisgebundenem Wohnraum durch Wohnungsbaugesellschaften wurden, nach den positiven Erfahrungen auf dem Gelände des ehemaligen Kinderheim Sülz, auch hier einige Baufelder im Zentrum des Geländes an Baugemeinschaften vergeben.
Im Rahmen eines dreistufigen Bewerbungsprozesses erhielten insgesamt zehn Baugemeinschaften, die aus 25 Bewerbungen ausgewählt wurden, einen Zuschlag. In der ersten Phase kamen acht Gruppen zum Zuge, die an den Straßen Am Walzwerk, Auf dem Stahlseil und an der Kautschukstraße in den Jahren 2016 und 2017 insgesamt acht Häuser mit rund 80 Wohnungen errichteten. Im Rahmen eines Nachrückverfahrens erhielten Ende 2016 zwei weitere Baugemeinschaften den Zuschlag für das Grundstück an der Ecke Xantener Straße und Josefine-Clouth-Straße, wo in drei Gebäuden weitere 25 Wohnungen erstellt wurden. Insgesamt wurden rund 9 % der geplanten Wohnungen des Clouth Quartiers durch Baugruppen erstellt.
Die folgenden Tabelle listet die Baugemeinschaften im Clouth Quartier auf:
| Baugemeinschaft                | Anzahl Wohnungen |
| ------------------------------ | ---------------- |
| Energie+                       | 17               |
| Achtbar                        | 12               |
| Baugruppe in der Woge Köln eG. | 12               |
| HerzClouth                     | 11               |
| Wunschnachbarn                 | 11               |
| Schrittemachen                 | 10               |
| Familien@Clouth                | 8                |
| Clouth#9                       | ca. 8            |
| Kwartier733                    | 7                |
| Stadtteilchen                  | 6                |

## Trivia
Am 2. Mai 2020 wurde die Fernsehsendung Mitternachtsspitzen wegen der Beschränkungen aufgrund der COVID-19-Pandemie nicht aus dem Alten Wartesaal, sondern aus einem Gemeinschaftsgarten mehrerer Häuser des Clouth Quartiers gesendet.